# 天主教洛雷纳教区
天主教洛雷納教區（拉丁語：Dioecesis Lorensis）是巴西一個天主教教區，位於聖保羅州東部，屬阿帕雷西達總教區。
教區成立於1937年7月31日，2004年有教友198,936人，佔總人口75.5%。有廿六個堂區、司鐸四十六人。
教區主教現時出缺，榮休主教為本篤·貝尼·多斯-桑托斯。